# George MacKay (roer)
 For alternative betydninger, se George MacKay. (Se også artikler, som begynder med George MacKay)
George Findlay Aberach MacKay (11. juli 1900 i Vancouver – 23. august 1972 i Miami-Dade County i Florida) var en canadisk roer som deltog i de olympiske lege 1924 i Paris.
MacKay vandt en sølvmedalje i roning under OL 1924 i Paris. Han var med på den canadiske fire uden styrmand som kom på en andenplads efter Storbritannien. Deltagerne på den canadiske fire var MacKay, Colin Finlayson, Archibald Black og William Wood.